# Caio Duílio Longo
Caio Duílio Longo (em latim: Gaius Duillius Longus) ou Cneu Duílio Longo (em latim: Gnaeus Duillius Longus) foi um político da gente Duília nos primeiros anos da República Romana eleito tribuno consular em 399 a.C.. Era filho ou neto de Cesão Duílio Longo, membro do Segundo Decenvirato (450 a.C.).

## Primeiro tribunato consular (399 a.C.)
Em 399, foi eleito tribuno consular com Lúcio Atílio Prisco, Marco Pompônio Rufo, Cneu Genúcio Augurino, Marco Vetúrio Crasso Cicurino e Volerão Publílio Filão. Lívio nomeia um "Cn. Duillium" ("Cneu") ao invés de um "G. Duillium" ("Caio"). Marco Vetúrio foi o único patrício eleito neste ano.
Durante o cerco a Veios, registrou-se um súbito influxo de guerreiros capenatos e faliscos, que atacaram de surpresa as forças romanas que cercavam a cidade. Porém, lembrando do desastre provocado pela falta de cooperação entre os tribunos consulares Mânio Sérgio Fidenato e Lúcio Vergínio Tricosto Esquilino (em 402 a.C.), os tribunos rapidamente organizaram juntos uma contra-ofensiva que colocou o inimigo em fuga.